# Robotica degli sciami

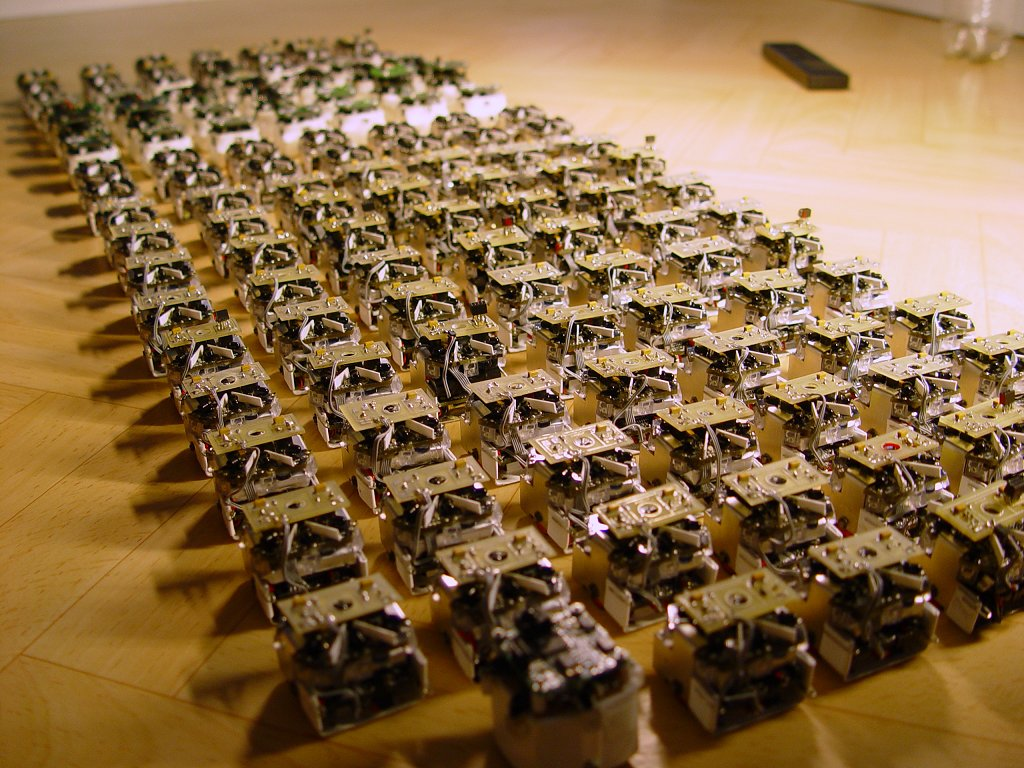
Uno sciame di micro robot del progetto open source swarmrobot.org.

La robotica degli sciami è una branca della robotica che studia gli esseri intelligenti, in particolare gli insetti sociali (formiche, api, etc.), per poter implementare delle macchine in grado di riprodurre parte delle funzioni di tali esseri per l'esecuzione di determinati compiti. Lo scopo di questa scienza è studiare la possibilità di costruire un grande numero di robot semplici in grado di mostrare un comportamento collettivo molto complesso quale quello degli insetti sociali.